# Quintanilla de Onésimo
Quintanilla de Onésimo è un comune spagnolo di 1 140 abitanti situato nella provincia de Valladolid, comunità autonoma di Castiglia e León.
Quintanilla de Onésimo ha ricevuto i nomi attraverso la storia di Quintanilla de Yuso, Quintanilla de Duero e Quintanilla de Abajo. Il comune ha una superficie di 55,20 km² e una densità di popolazione di 20,65 hab/km². È situata tra Valladolid (35 km) e Peñafiel (21 km). L'accesso principale è mediante la strada N-122. Alcuni comuni limitrofi sono: Olivares de Duero, Sardón de Duero, Quintanilla de Arriba, Valbuena de Duero e Cogeces del Monte.
In Quintanilla inizia il Canal del Duero.
Quintanilla "de Onésimo" riceve il nome di nascita di Onésimo Redondo Ortega, fondatore delle JONS.